# Abdera (Grecja)
Abdera (gr. Άβδηρα, trl. Ávdīra, trb. Awdira) – miejscowość w Grecji, w administracji zdecentralizowanej Macedonia-Tracja, w regionie Macedonia Wschodnia i Tracja, w jednostce regionalnej Ksanti, historyczna siedziba gminy Abdera. W 2011 roku liczyła 1090 mieszkańców.
Starożytne miasto, kolonia grecka w południowej Tracji nad Morzem Egejskim, niedaleko ujścia rzeki Nestos.

## Historia

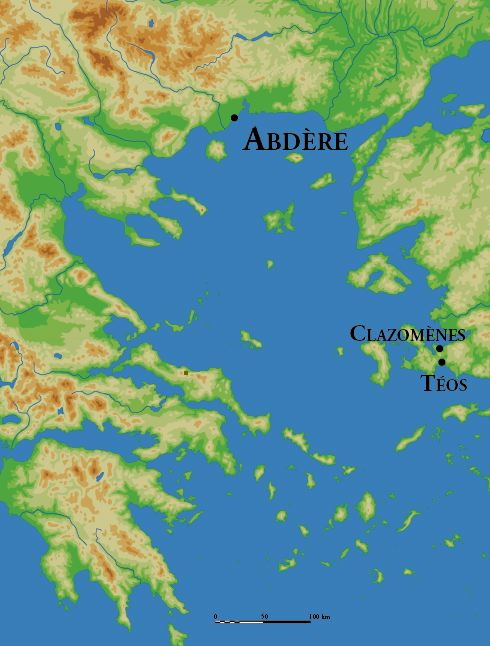
Położenie Abdery

Według mitu, została założona przez Heraklesa, który uczcił w ten sposób śmierć swego przyjaciela Abderosa, pożartego w tych okolicach przez konie trackiego króla Diomedesa, karmiącego je odwiedzającymi go cudzoziemcami.
W rzeczywistości Abderę założyli w 654 p.n.e. koloniści z jońskiego miasta Klazomenaj (Kladzomena) w nadziei, że dogodne położenie pozwoli opanować handel z Trakami. Trakowie po kilkudziesięciu latach zburzyli miasto. Około 540 p.n.e. Abdera została zasiedlona ponownie przez Jonów, tym razem z Teos. Mogło to mieć związek z uzależnieniem Jonii od Persów, które nastąpiło po pokonaniu Krezusa przez Cyrusa II w 546 p.n.e. Część niezadowolonych z nowego władztwa mieszkańców postanowiła spróbować szczęścia w obiecującym gospodarczo, choć jak wynikało z doświadczeń poprzedników, niebezpiecznym miejscu.
Dzięki handlowi z Trakami miasto szybko się rozwijało i bogaciło. W V wieku p.n.e. Abdera była znaczącym członkiem Związku Morskiego. Jej obywatele wnieśli wkład w rozwój greckiej kultury. W początkach IV wieku p.n.e. Trakowie znów zaczęli niepokoić miasto. Ich najazdy doprowadziły do osłabienia Abdery i utraty jej znaczenia. W 355 p.n.e. dostała się pod panowanie Macedonii, potem zniknęła z kart historii.

## Abdera w kulturze
Mieszkańcy Abdery byli dla starożytnych Greków uosobieniem prowincjuszy. O ich nieokrzesaniu i nieuctwie krążyły niewybredne dowcipy, przypominające współczesne Polish jokes. Pomimo faktu, że miasto wydało tak znanych mędrców jak: Protagoras, Demokryt czy Anaksarchos określenie "abderyta" przetrwało do współczesności jako synonim głupca i prostaka. Z tego powodu Christoph Martin Wieland dał nazwę Abderyci (1774–1780)  powieści satyrycznej kpiącej z  kosmopolitycznych aspiracji mieszkańców wolnych miast Rzeszy, a   Friedrich Dürrenmatt umiejscowił w Abderze swój Proces o cień osła (1958).

## Współczesność
W pobliżu antycznej Abdery leży dziś grecka miejscowość o identycznej, greckiej nazwie: Avdira. W 2000 r. otwarto  Archeologiczne Muzeum Abdery eksponuje bogate znaleziska, w tym arystokratyczne pochówki, finezyjną złotą biżuterię, mozaiki podłogowe oraz wazy czerwonofigurowe z V wieku p.n.e.

## Położenie geograficzne
Ruiny Abdery  leżą o 13 km od trasy szybkiego ruchu, łączącej miasta Ksanti i Komotini oraz niedaleko od węzła "Xanthi East", autostrady Egnatia Odos, nawiązującej do dawnej, rzymskiej drogi Via Egnatia.